# Ornithorhynchus maximus
Ornithorhynchus maximus foi uma espécie de monotremado extinto da família Ornithorhynchidae, que viveu na Austrália do final do Plioceno ao final do Pleistoceno. Era maior do que o ornitorrinco contemporâneo, e seus restos fósseis foram encontrados no estado de Nova Gales do Sul. Brian Hall, em 1999, demonstrou que se trata de uma équidna aquática, possivelmente da espécie Zaglossus robustus , atualmente renomeada para Megalibgwilia robusta.